# Arnaud Denjoy
Arnaud Denjoy   (Auch, 5 de gener de 1884 - 11è districte de París, 21 de gener de 1974) va ser un matemàtic francès.

## Vida i Obra
Denjoy, que era fill d'un marxant de vins català i una dona espanyola, va passar la seva infància a Auch (un centenar de quilòmetres a l'oest de Tolosa). Va fer els estudis secundaris a la seva vila natal i a Montpeller. El 1902 va ingressar a l'École Normale Supérieure en la qual es va graduar el 1905 i doctorar el 1909.
Des de 1909 fins a 1917 va ser docent de matemàtiques a la universitat de Montpeller i des de 1917 fins a 1922 va ser professor d'àlgebra i càlcul a la universitat d'Utrecht. A partir de 1922 i fins a la seva jubilació el 1955 va ser professor de la universitat de París.
Va ser president de la Société Mathématique de France (1931) i vicepresident de la Unió Matemàtica Internacional (1954).
La obra de Denjoy està, sobre tot, en el camp de l'anàlisi matemàtica. Va ser l'introductor del conceptes de derivada preponderant i aproximada. També va ser l'introductor de la totalització d'una funció, A ell se li deuen la integral de Denjoy i diversos teoremes sobre integració de funcions.